# Leviatan (animal biblic)
Leviatan este un monstru biblic marin care apare în  Tanakh sau Vechiul Testament.

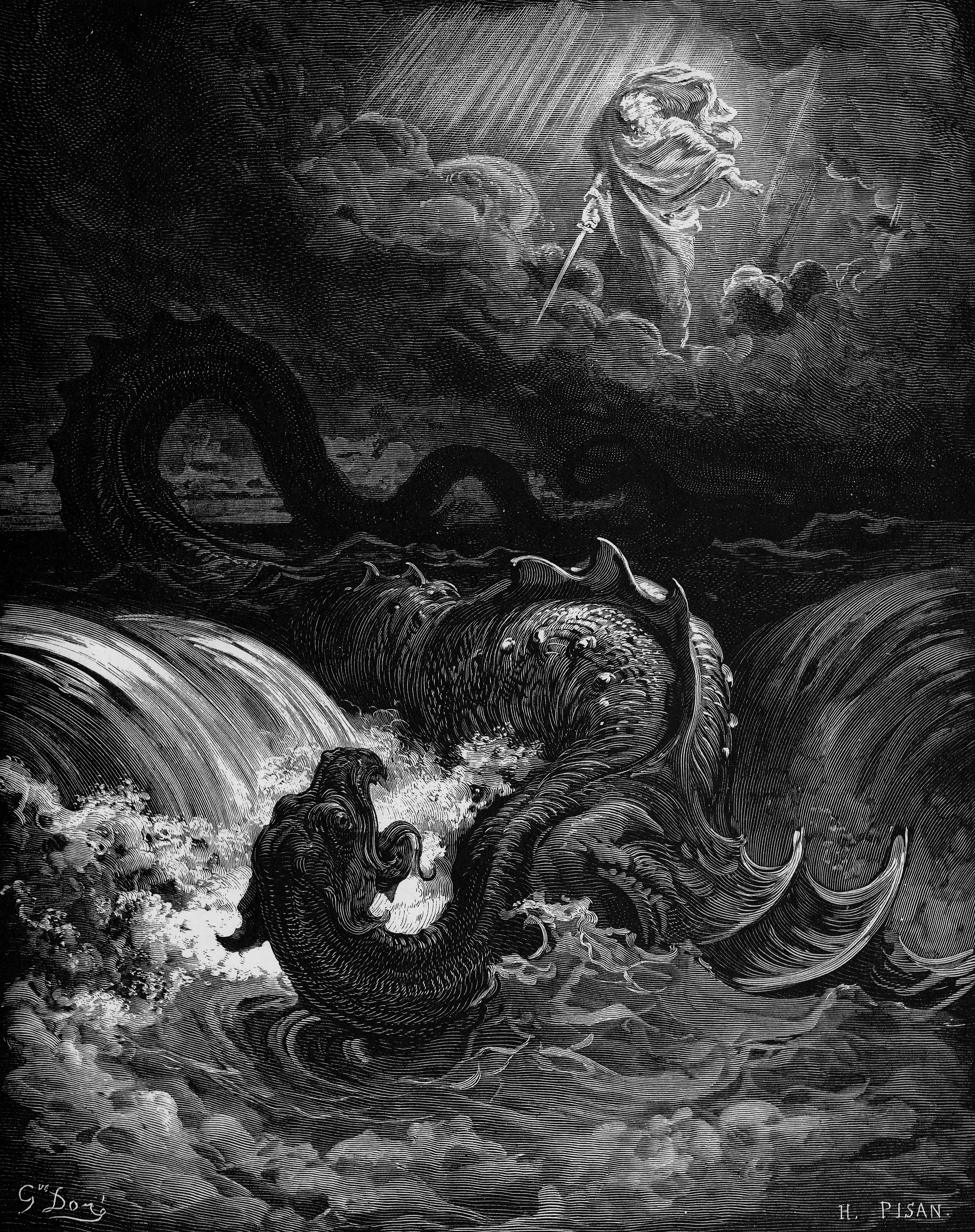
Distrugerea Leviatanului, gravură de Gustave Doré din 1865

Cuvântul a devenit sinonim cu orice monstru marin uriaș. În literatură, de exemplu Moby-Dick de Herman Melville, leviatan are sensul de balenă uriașă.
Leviatanul este descris în Cartea lui Iov, capitolul 41 și este doar menționat în Cartea lui Isaia 27:1, dar și în Psalmul 74:14.

## Cartea lui Iov, capitolul 41
„
1.	Poți tu să prinzi leviatanul cu undița, ori să-i legi limba cu o sfoară?
2.	Vei putea tu să-i vâri în nas o trestie sau să-i găurești falca cu cârligul?
3.	Îți va face el multe rugăminți și îți va spune el lucruri drăgălașe?
4.	Ori va face cu tine legământ și-l vei lua la tine rob pe toată viața?
5.	Te vei juca tu cu el, cum te joci cu o pasăre, sau îl vei lega tu ca să-ți înveselești fetele?
6.	Pescarii întovărășiți vor putea să-l scoată de vânzare și negustorii să-l vândă cu bucata?
7.	Vei putea tu să-i găurești pielea cu săgeți și capul cu cârligul pescăresc?
8.	Ridică-ți numai mâna împotriva lui și vei pomeni de o asemenea luptă și nu o vei mai începe niciodată!
9.	Iată, este o deșertăciune să mai nădăjduiești în izbândă; numai înfățișarea lui și te dă la pământ.
10.	Cine este atât de nechibzuit încât să-l întărâte? Cine va îndrăzni să dea piept cu Mine?
11.	Cine M-a îndatorat cu ceva, ca să fiu acum dator să-i dau înapoi? Tot ce se află sub ceruri este al Meu.
12.	Cât despre leviatan, voi vorbi despre mădularele lui și despre tăria lui și despre frumoasa lui întocmire.
13.	Cine a ridicat pulpana din față a veșmântului lui și cine poate pătrunde în căptușeala armurei lui?
14.	Cine a deschis vreodată porțile gurii lui? Zimții lui sunt îngrozitori!
15.	Spinarea lui este ca un șirag de scuturi, pe care le-ai fi întărit și pecetluit puternic.
16.	Ele sunt strânse unul într-altul atât de tare, că nici vântul nu pătrunde printre ele.
17.	Fiecare e lipit de cel de lângă el și se țin așa și nu se mai despart.
18.	Din strănutul lui scapără lumină și ochii lui sunt roșii ca pleoapele zorilor.
19.	Din gura lui ies parcă niște torțe aprinse și izbucnesc valuri de scântei.
20.	Din nările lui iese fum, ca dintr-o căldare pusă la foc și care fierbe.
21.	Răsuflarea lui este de cărbuni aprinși și din gura lui țâșnesc flăcări.
22.	Puterea lui e adunată în grumazul lui și înaintea lui țâșnește groaza.
23.	Carnea lui e îndesată; oricât ai apăsa în ea nu se lasă.
24.	Inima lui este tare ca piatra, tare ca piatra râșniței, cea de dedesubt.
25.	De măreția lui se tem și valurile; valurile mării se dau înapoi din fața lui.
26.	Să-l atingi cu sabia nu folosești nimic; nici cu lancea, nici cu săgeata, nici cu toporul.
27.	Fierul pentru pielea lui este ca paiul, iar arama ca lemnul putred.
28.	Săgeata nu-l pune pe fugă și pietrele din praștie cad pe el ca niște pleavă.
29.	O săgeată pentru el este un pai în vânt și își bate joc de vâjâitul unei lănci ce zboară.
30.	Sub pântecele lui sunt niște solzi ascuțiți; când dă prin noroi, pare că dă cu grapa.
31.	Când se afundă, apa fierbe ca într-o căldare; el preface marea într-un cazan de fiert mirodenii.
32.	El lasă în urmă o dâră luminoasă și adâncul pare un cap cu plete albe.
33.	Pe pământ el nu-și află perechea și e făcut să nu cunoască frica.
34.	El se uită de sus la toți câți sunt puternici și este împărat peste toate fiarele sălbatice".”

## Legături externe
- http://bibliaortodoxa.ro/carte.php?id=42&cap=41
- 'Sea monster' whale fossil unearthed. Named Leviathan by scientists 30 June 2010.
- Putting God on Trial- The Biblical Book of Job Arhivat în 1 septembrie 2018, la Wayback Machine. contains a major section on the literary use of Leviathan.